# ويد تايلور
ويد تايلور (بالإنجليزية: Wade Taylor)‏ هو لاعب كرة قاعدة أمريكي، ولد في 19 أكتوبر 1965 في موبيل في الولايات المتحدة.

## وصلات خارجية
- ويد تايلور على موقعبيزبول رفرنس.كوم (الدوري الرئيسي) (الإنجليزية)
- ويد تايلور على موقعبيزبول رفرنس.كوم (الدوري الثانوي) (الإنجليزية)
- ويد تايلور على موقع مشجعي الرسوم البيانية (الإنجليزية)